# Стивенсон, Теофило
Теофило Стивенсон Лоуренс (исп. Teófilo Stevenson Lawrence; 29 марта 1952, Пуэрто-Падре — 11 июня 2012) — кубинский боксёр-любитель. Трёхкратный олимпийский чемпион (1972, 1976, 1980; один из трёх трёхкратных олимпийских чемпионов по боксу). Трёхкратный чемпион мира (1974, 1978, 1986). Двукратный чемпион Панамериканских игр (1975, 1979). Чемпион Дружбы-84 (1984). Обладатель Кубка Вэла Баркера (1972) и Олимпийского ордена (1987). Заслуженный мастер спорта Кубы (1972).

## Биография
Родился в городе Пуэрто Падре на Кубе. Его отец Теофило Стивенсон Паттерсон (Teófilo Stevenson Patterson) был иммигрантом c Сент-Винсента. Его мать Долорес Лоренс (Dolores Lawrence) родилась на Кубе, но её родители были иммигрантами Сент-Китса. Теофило-старший прибыл на Кубу в 1923 году, работая где возможно, пока не поселился в Камагуэе с Долорес, где он давал уроки английского в качестве подработки. Благодаря своим габаритам он был вовлечён в бокс местными тренерами и участвовал в семи боях, пока не разочаровался в коррумпированной системе оплаты начинающим бойцам.
Выступал в тяжёлой весовой категории (свыше 81 кг), выиграл Олимпиады в 1972, 1976 и 1980 годах. На всех трёх Олимпиадах Стивенсон был знаменосцем сборной Кубы.
Трижды побеждал на чемпионатах мира: в 1974 году (Гавана), в 1978 году (Белград) и в 1986 году (США).
В 1972 году Стивенсону был вручён Кубок Вэла Баркера как самому техничному боксёру Олимпийских игр.
После Олимпиады 1976 года в Монреале американский промоутер Дон Кинг предложил Стивенсону два миллиона долларов за переход в профессионалы и бой с Мохаммедом Али. Предложенная сумма по тем временам была запредельной даже для звёзд профессионального бокса, но уехать с Кубы, против которой действовали разнообразные американские санкции и блокада, означало стать невозвращенцем у себя на родине, и Теофило отказался, ответив буквально следующее: «Двум миллионам долларов я предпочитаю любовь восьми миллионов кубинцев!»
Единственный человек, дважды выигрывавший у Стивенсона — советский боксёр Игорь Высоцкий. Также у него выигрывали советские боксеры Александр Лукстин  и Вячеслав Яковлев, причем когда Стивенсон уже являлся трехкратным олимпийским чемпионом.
За 20-летнюю карьеру в любительском боксе Стивенсон одержал победу в 310 из 332 проведённых поединков.
В 1987 году Теофило Стивенсон был награждён олимпийским орденом.
Закончил спортивную карьеру в 1988 году. Перешёл на тренерскую работу, занимал пост вице-президента Кубинской федерации бокса. Работал в Национальном институте спорта и физического воспитания.
11 июня 2012 года знаменитый боксёр скончался от сердечного приступа.

## В филателии
Теофило Стивенсону посвящен почтовый блок КНДР номиналом 70 чон из серии о победителях Олимпиады-80, выпущенной 20 октября 1980 года. На марке в блоке изображен силуэт боксера на фоне золотой медали Олимпиады, подписано его имя, страна и дисциплина, слева стилизованное изображение голубя мира, эмблемы Олимпиады, флага КНДР и флага Кубы. На полях блока текст на английском (англ. 1980 Winners of Olympic Games) и корейском (кор. 올림픽경기우승자들), Спасская башня, флаг КНДР и олимпийские пиктограммы.